# Chiesa dei Santi Simone e Giuda (Golasecca)
La chiesa dei Santi Simone e Giuda è una chiesa sussidiaria di Golasecca, in provincia di Varese e arcidiocesi di Milano.

## Storia
La sua costruzione ebbe inizio nel XVII secolo, intorno al 1646, su iniziativa di Bernardino Visconti, un nobile della zona. Originariamente concepita come luogo di culto, la chiesa presto assunse un ruolo diverso quando fu convertita in un Lazzaretto, ovvero un ospedale per malati di peste. Questa trasformazione avvenne in risposta alle devastanti epidemie che colpirono l'Europa in quel periodo, compresa l'Italia settentrionale.
Il Lazzaretto di Golasecca, grazie alla sua posizione isolata e alla sua struttura robusta, forniva un rifugio per i malati di peste e svolgeva un ruolo cruciale nell'assistenza durante tali crisi sanitarie. Questo periodo segnò un'importante fase nella storia della chiesa, poiché divenne un centro di cura e assistenza, oltre che di preghiera.
Nel corso dei secoli successivi, la chiesa subì diverse trasformazioni e restauri per adattarsi alle esigenze della comunità locale e ai cambiamenti architettonici. Tuttavia, conservò la sua importanza come punto di riferimento nella vita della comunità di Golasecca.
Oggi, la Chiesa dei Santi Simone e Giuda, conosciuta anche come Lazzaretto di Golasecca, rappresenta un importante monumento storico e culturale nella regione. Continua a essere un punto di interesse per i visitatori che desiderano conoscere la ricca storia e le tradizioni della zona.

## Descrizione

### Esterno
La facciata della chiesa è caratterizzata da elementi tipici dello stile tardo gotico, tra cui archi acuti, decorazioni scolpite e dettagli intricati.
La facciata presenta un portale principale che funge da ingresso principale alla chiesa. Questo portale è decorato con sculture raffiguranti figure religiose o motivi ornamentali.
Tipiche dello stile gotico, le finestre a bifora sono presenti sulla facciata della chiesa, contribuendo a dare un senso di verticalità ed eleganza all'edificio.
La chiesa è stata costruita utilizzando materiali tradizionali dell'epoca, come pietra locale o mattoni, che conferiscono alla struttura un aspetto solido e duraturo.
La facciata è arricchita da vari elementi decorativi, come ghiere intagliate, archi decorati, o sculture che raffigurano santi, angeli o altre figure religiose.
Nel corso dei secoli, la facciata della chiesa ha subito diversi restauri e aggiunte per mantenere o migliorare la sua struttura e il suo aspetto estetico, riflettendo i gusti e le esigenze architettoniche dei rispettivi periodi.

### Interno
La chiesa presenta una navata centrale che si estende dalla porta d'ingresso fino all'altare maggiore. Questa parte dell'edificio è generalmente caratterizzata da volte a crociera o a botte, tipiche dell'architettura gotica.
All'estremità della navata centrale si trova l'altare maggiore.
Lungo le pareti della navata centrale sono presenti cappelle laterali, ognuna dedicata a un santo o a un evento religioso specifico. Queste cappelle contengono altari secondari, dipinti, statue o altre opere d'arte sacra.
Le pareti e le volte della chiesa sono decorate con affreschi raffiguranti scene della Bibbia, santi o altri motivi religiosi. Questi dipinti sono datati a diverse epoche storiche, riflettendo i cambiamenti nel gusto artistico nel corso dei secoli.
Nel corso del tempo, la chiesa ha subito restauri e interventi di conservazione per preservare le sue caratteristiche storiche e architettoniche, garantendo che continui a essere un luogo di culto e di interesse storico per la comunità locale e i visitatori.